# Temporada 2023 de TCR Europe Touring Car Series
La temporada 2023 de TCR Europe Touring Car Series fue la octava del TCR Europe Touring Car Series. La misma comenzó en el Autódromo Internacional do Algarve en abril y finalizó en el Circuito de Barcelona-Cataluña en octubre. También contó con tres rondas del TCR World Tour.

## Equipos y pilotos
| Equipo                                        | Auto                         | N.º | Piloto                | C | Rondas  |
| --------------------------------------------- | ---------------------------- | --- | --------------------- | - | ------- |
| LEMA Racing                                   | Audi RS3 LMS TCR (2021)      | 3   | Giacomo Ghermandi     | D | 6       |
| Volcano Motorsport                            | Audi RS3 LMS TCR (2021)      | 7   | Daniel Tkachenko      | R | 4-7     |
| Volcano Motorsport                            | Audi RS3 LMS TCR (2021)      | 23  | Isaac Smith           | R | 1-3     |
| Volcano Motorsport                            | Audi RS3 LMS TCR (2021)      | 29  | Ivan Peklin           | R | 6       |
| Volcano Motorsport                            | Audi RS3 LMS TCR (2021)      | 33  | Horia Traian Chirigut | D | 7       |
| Volcano Motorsport                            | Audi RS3 LMS TCR (2021)      | 39  | Lewis Brown           |   | 1-5     |
| Aggressive Team Italia                        | Hyundai Elantra N TCR        | 8   | Nicola Baldan         | D | 1-2     |
| Aggressive Team Italia                        | Hyundai Elantra N TCR        | 31  | Kevin Ceccon          |   | 4       |
| Aggressive Team Italia                        | Hyundai Elantra N TCR        | 48  | Mikael Karlsson       | D | 1, 3-4  |
| Aggressive Team Italia                        | Hyundai Elantra N TCR        | 84  | Giovanni Scamardi     |   | 6       |
| Aggressive Team Italia                        | Hyundai Elantra N TCR        | 264 | Levente Losonczy      |   | 3-7     |
| Aggressive Team Italia                        | Hyundai Elantra N TCR        | 293 | Mauro Guastamacchia   | D | 7       |
| Comtoyou Racing                               | Audi RS3 LMS TCR (2021)      | 8   | Nicola Baldan         | D | 5-6     |
| Comtoyou Racing                               | Audi RS3 LMS TCR (2021)      | 22  | Kobe Pauwels          | R | Todas   |
| Comtoyou Racing                               | Audi RS3 LMS TCR (2021)      | 34  | Tom Coronel           | D | Todas   |
| Comtoyou Racing                               | Audi RS3 LMS TCR (2021)      | 39  | Lewis Brown           |   | 6-7     |
| Comtoyou Racing                               | Audi RS3 LMS TCR (2021)      | 64  | Éric Cayrolle         | D | 2       |
| MA:GP                                         | Lynk & Co 03 TCR             | 10  | Viktor Andersson      | R | Todas   |
| Comtoyou                                      | Audi RS3 LMS TCR (2021)      | 8   | Nicola Baldan         | D | 7       |
| Comtoyou                                      | Audi RS3 LMS TCR (2021)      | 11  | Viktor Davidovski     | D | Todas   |
| Comtoyou                                      | Audi RS3 LMS TCR (2021)      | 27  | John Filippi          |   | Todas   |
| RC2 Racing Team                               | Audi RS3 LMS TCR (2021)      | 12  | Rubén Fernández Gil   | D | 1, 3, 7 |
| RC2 Racing Team                               | Audi RS3 LMS TCR (2021)      | 19  | Felipe Fernández Gil  | D | 1, 3    |
| RC2 Racing Team                               | Audi RS3 LMS TCR (2021)      | 74  | Pepe Oriola           |   | 7       |
| CDRSEspace Racing with CDRS                   | Audi RS3 LMS TCR (2017)      | 17  | Christian Philippon   | D | 2       |
| Target Competition                            | Hyundai Elantra N TCR        | 18  | Marco Butti           | R | 5       |
| Target Competition                            | Hyundai Elantra N TCR        | 62  | Dušan Borković        | D | 1-5, 7  |
| Cap Racing by CDRS                            | CUPRA TCR                    | 40  | Julien Nougaret       | G | 2       |
| Cap Racing by CDRS                            | CUPRA TCR                    | 41  | Dorian Duthil         | G | 2       |
| PMA Motorsport                                | Audi RS3 LMS TCR (2021)      | 44  | Felice Jelmini        |   | 6       |
| Team CDRS                                     | CUPRA TCR                    | 66  | Olivier López         | D | 2       |
| Team Clairet Sport - Burson Auto Parts Racing | Peugeot 308 TCR              | 71  | Ben Bargwanna         | R | 1, 3    |
| SP Compétition                                | Cupra León Competición TCR   | 76  | Aurélien Comte        |   | 5       |
| SP Compétition                                | Cupra León Competición TCR   | 78  | Sacha Bottemanne      |   | 5       |
| ALM Motorsport                                | Honda Civic Type-R TCR (FL5) | 127 | Ruben Volt            | R | 5-7     |
| Fuente:                                       |                              |     |                       |   |         |

| Icono | C                                           |
| ----- | ------------------------------------------- |
| R     | Elegibles para el TCR Europe Rookie Trophy  |
| D     | Elegibles para el TCR Europe Diamond Trophy |
| G     | Pilotos inhabilitados para sumar puntos     |

## Calendario
El calendario se anunció con siete rondas establecidas.
| Rnd. | Rnd. | Circuito                                               | Fecha            |
| ---- | ---- | ------------------------------------------------------ | ---------------- |
| 1    | 1    | Autódromo Internacional do Algarve, Portimão, Portugal | 29 de abril      |
| 1    | 2    | Autódromo Internacional do Algarve, Portimão, Portugal | 30 de abril      |
| 2    | 3    | Circuito callejero de Pau, Pau, Francia                | 13 de mayo       |
| 2    | 4    | Circuito callejero de Pau, Pau, Francia                | 14 de mayo       |
| 3    | 5    | Circuito de Spa-Francorchamps, Spa, Bélgica            | 27 de mayo       |
| 3    | 6    | Circuito de Spa-Francorchamps, Spa, Bélgica            | 28 de mayo       |
| 4    | 7    | Hungaroring, Mogyoród, Hungría                         | 17 de junio      |
| 4    | 8    | Hungaroring, Mogyoród, Hungría                         | 18 de junio      |
| 5    | 9    | Circuito Paul Ricard, Le Castellet, Francia            | 22 de julio      |
| 5    | 10   | Circuito Paul Ricard, Le Castellet, Francia            | 23 de julio      |
| 6    | 11   | Autodromo Nazionale di Monza, Monza, Italia            | 23 de septiembre |
| 6    | 12   | Autodromo Nazionale di Monza, Monza, Italia            | 24 de septiembre |
| 7    | 13   | Circuito de Barcelona-Cataluña, Montmeló, España       | 21 de octubre    |
| 7    | 14   | Circuito de Barcelona-Cataluña, Montmeló, España       | 22 de octubre    |

## Resultados por carrera
| Rnd.    | Rnd. | Circuito                           | Pole position    | Vuelta rápida    | Piloto ganador | Equipo ganador     | Rookie Trophy | Diamond Trophy | Resultados |
| ------- | ---- | ---------------------------------- | ---------------- | ---------------- | -------------- | ------------------ | ------------- | -------------- | ---------- |
| 1       | 1    | Autódromo Internacional do Algarve | Tom Coronel      | Viktor Andersson | John Filippi   | Comtoyou Racing    | Kobe Pauwels  | Tom Coronel    | Resultados |
| 1       | 2    | Autódromo Internacional do Algarve |                  | Tom Coronel      | Tom Coronel    | Comtoyou Racing    | Ben Bargwanna | Tom Coronel    | Resultados |
| 2       | 3    | Circuito callejero de Pau          | Viktor Andersson | Dušan Borković   | Dušan Borković | Target Competition | Kobe Pauwels  | Dušan Borković | Resultados |
| 2       | 4    | Circuito callejero de Pau          |                  | Tom Coronel      | Tom Coronel    | Comtoyou Racing    | Kobe Pauwels  | Tom Coronel    | Resultados |
| 3       | 5    | Circuito de Spa-Francorchamps      | Kobe Pauwels     | Tom Coronel      | Kobe Pauwels   | Comtoyou Racing    | Kobe Pauwels  | Tom Coronel    | Resultados |
| 3       | 6    | Circuito de Spa-Francorchamps      |                  | Tom Coronel      | John Filippi   | Comtoyou Racing    | Isaac Smith   | Tom Coronel    | Resultados |
| 4       | 7    | Hungaroring                        | Viktor Andersson | Tom Coronel      | Kobe Pauwels   | Comtoyou Racing    | Kobe Pauwels  | Tom Coronel    | Resultados |
| 4       | 8    | Hungaroring                        |                  | Dušan Borković   | Kobe Pauwels   | Comtoyou Racing    | Kobe Pauwels  | Tom Coronel    | Resultados |
| 5       | 9    | Circuito Paul Ricard               | John Filippi     | Tom Coronel      | John Filippi   | Comtoyou Racing    | Kobe Pauwels  | Nicola Baldan  | Resultados |
| 5       | 10   | Circuito Paul Ricard               |                  | Kobe Pauwels     | Kobe Pauwels   | Comtoyou Racing    | Kobe Pauwels  | Nicola Baldan  | Resultados |
| 6       | 11   | Autodromo Nazionale di Monza       | Ruben Volt       | Ruben Volt       | Kobe Pauwels   | Comtoyou Racing    | Kobe Pauwels  | Nicola Baldan  | Resultados |
| 6       | 12   | Autodromo Nazionale di Monza       |                  | Ruben Volt       | Ruben Volt     | ALM Motorsport     | Ruben Volt    | Nicola Baldan  | Resultados |
| 7       | 13   | Circuito de Barcelona-Cataluña     | Tom Coronel      | Kobe Pauwels     | Kobe Pauwels   | Comtoyou Racing    | Kobe Pauwels  | Tom Coronel    | Resultados |
| 7       | 14   | Circuito de Barcelona-Cataluña     |                  | Ruben Volt       | Ruben Volt     | ALM Motorsport     | Ruben Volt    | Tom Coronel    | Resultados |
| Fuente: |      |                                    |                  |                  |                |                    |               |                |            |

## Puntuaciones
Fuente:
| Pos.          | 1.º           | 2.º           | 3.º           | 4.º           | 5.º           | 6.º           | 7.º           | 8.º           | 9.º           | 10.º          | 11.º          | 12.º          | 13.º          | 14.º          | 15.º          |
| Clasificación | Clasificación | Clasificación | Clasificación | Clasificación | Clasificación | Clasificación | Clasificación | Clasificación | Clasificación | Clasificación | Clasificación | Clasificación | Clasificación | Clasificación | Clasificación |
| ------------- | ------------- | ------------- | ------------- | ------------- | ------------- | ------------- | ------------- | ------------- | ------------- | ------------- | ------------- | ------------- | ------------- | ------------- | ------------- |
| Pts.          | 10            | 7             | 5             | 4             | 3             | 2             | 1             |               |               |               |               |               |               |               |               |
| Carrera       |               |               |               |               |               |               |               |               |               |               |               |               |               |               |               |
| Pts.          | 40            | 35            | 30            | 27            | 24            | 21            | 18            | 15            | 13            | 11            | 9             | 7             | 5             | 3             | 1             |

### Diamond Trophy
| Pos.    | 1.º     | 2.º     | 3.º     | 4.º     | 5.º     | 6.º     | 7.º     | 8.º     | 9.º     | 10.º    |
| Carrera | Carrera | Carrera | Carrera | Carrera | Carrera | Carrera | Carrera | Carrera | Carrera | Carrera |
| ------- | ------- | ------- | ------- | ------- | ------- | ------- | ------- | ------- | ------- | ------- |
| Pts.    | 25      | 18      | 15      | 12      | 10      | 8       | 6       | 4       | 2       | 1       |

## Clasificaciones
Fuente:

### Campeonato de Pilotos
| Pos.                                    | Piloto                | POR  | POR | PAU  | PAU | SPA  | SPA | HUN | HUN | LEC | LEC | MNZ | MNZ | BAR | BAR | Pts. |
| --------------------------------------- | --------------------- | ---- | --- | ---- | --- | ---- | --- | --- | --- | --- | --- | --- | --- | --- | --- | ---- |
| 1                                       | Tom Coronel           | 31   | 1   | 6    | 1   | 2    | 2   | 23  | 2   | 42  | 3   | 11  | 3   | 21  | 4   | 468  |
| 2                                       | John Filippi          | 13   | 2   | 7    | 3   | 34   | 1   | 56  | 6   | 1   | 6   | 5   | 5   | 3   | 2   | 441  |
| 3                                       | Kobe Pauwels          | 2    | Ret | 23   | 4   | 1    | Ret | 14  | 1   | 3   | 1   | 12  | 6   | 12  | DNS | 433  |
| 4                                       | Viktor Davidovski     | 54   | 11  | 47   | 7   | 45   | 7   | 47  | Ret | 7   | 7   | 34  | 8   | 8   | 12  | 266  |
| 5                                       | Viktor Andersson      | 13†6 | 6   | Ret1 | 5   | 8    | 12  | 111 | 5   | 10  | 11  | 87  | 4   | 5   | 3   | 247  |
| 6                                       | Lewis Brown           | 11   | 8   | 85   | 6   | 57   | 4   | 8   | 8   | 86  | 8   | 6   | 9   | 114 | 6   | 247  |
| 7                                       | Nicola Baldan         | 8    | 7   | WD   | WD  |      |     |     |     | 24  | 2   | 23  | 2   | 46  | 5   | 235  |
| 8                                       | Dušan Borković        | 45   | Ret | 12   | 2   | Ret6 | 6   | 62  | 4   | DNS | DNS |     |     | WD  | WD  | 190  |
| 9                                       | Ruben Volt            |      |     |      |     |      |     |     |     | 67  | 4   | 41  | 1   | 13  | 1   | 171  |
| 10                                      | Isaac Smith           | 6    | 5   | 34   | Ret | 7    | 5   |     |     |     |     |     |     |     |     | 121  |
| 11                                      | Levente Losonczy      |      |     |      |     | 10   | 11  | 9   | Ret | 9   | 12  | 10  | 10  | 97  | 8   | 104  |
| 12                                      | Rubén Fernández Gil   | 10   | 3   |      |     | 9    | 9   |     |     |     |     |     |     | 10  | 9   | 91   |
| 13                                      | Felipe Fernández Gil  | 7    | 10  |      |     | 63   | 3   |     |     |     |     |     |     |     |     | 86   |
| 14                                      | Mikael Karlsson       | 12†  | 9   |      |     | 11   | 10  | 7   | 7   |     |     |     |     |     |     | 76   |
| 15                                      | Daniel Tkachenko      |      |     |      |     |      |     | 10  | 9   | Ret | 10  | Ret | 12  | 7   | 11  | 69   |
| 16                                      | Kevin Ceccon          |      |     |      |     |      |     | 35  | 3   |     |     |     |     |     |     | 63   |
| 17                                      | Ben Bargwanna         | 9    | 4   |      |     | Ret  | 8   |     |     |     |     |     |     |     |     | 55   |
| 18                                      | Aurélien Comte        |      |     |      |     |      |     |     |     | 5   | 5   |     |     |     |     | 51   |
| 19                                      | Pepe Oriola           |      |     |      |     |      |     |     |     |     |     |     |     | 6   | 7   | 39   |
| 20                                      | Christian Philippon   |      |     | 10   | 9   |      |     |     |     |     |     |     |     |     |     | 28   |
| 21                                      | Giovanni Scamardi     |      |     |      |     |      |     |     |     |     |     | 7   | 11  |     |     | 27   |
| 22                                      | Éric Cayrolle         |      |     | 5    | Ret |      |     |     |     |     |     |     |     |     |     | 26   |
| 23                                      | Felice Jelmini        |      |     |      |     |      |     |     |     |     |     | Ret | 7   |     |     | 18   |
| 24                                      | Mauro Guastamacchia   |      |     |      |     |      |     |     |     |     |     |     |     | 12  | 10  | 18   |
| 25                                      | Ivan Peklin           |      |     |      |     |      |     |     |     |     |     | 9   | 14  |     |     | 16   |
| 26                                      | Sacha Bottemanne      |      |     |      |     |      |     |     |     | Ret | 9   |     |     |     |     | 13   |
| 27                                      | Olivier López         |      |     | 11   | Ret |      |     |     |     |     |     |     |     |     |     | 11   |
| 28                                      | Giacomo Ghermandi     |      |     |      |     |      |     |     |     |     |     | Ret | 13  |     |     | 5    |
| -                                       | Marco Butti           |      |     |      |     |      |     |     |     | DNS | DNS |     |     |     |     | 0    |
| -                                       | Michel Leal           |      |     | WD   | WD  |      |     |     |     |     |     |     |     |     |     | 0    |
| -                                       | Horia Traian Chirigut |      |     |      |     |      |     |     |     |     |     |     |     | WD  | WD  | 0    |
| Pilotos inhabilitados para sumar puntos |                       |      |     |      |     |      |     |     |     |     |     |     |     |     |     |      |
| -                                       | Dorian Duthil         |      |     | WD   | 8   |      |     |     |     |     |     |     |     |     |     | -    |
| -                                       | Julien Nougaret       |      |     | 9    | WD  |      |     |     |     |     |     |     |     |     |     | -    |
| Pos.                                    | Piloto                | POR  | POR | PAU  | PAU | SPA  | SPA | HUN | HUN | LEC | LEC | MNZ | MNZ | BAR | BAR | Pts. |

| Color     | Resultado                                                               |
| --------- | ----------------------------------------------------------------------- |
| Oro       | Ganador                                                                 |
| Plata     | 2.ª plaza                                                               |
| Bronce    | 3.ª plaza                                                               |
| Verde     | Finalizó en los puntos                                                  |
| Azul      | Finalizó sin puntos                                                     |
| Azul      | NC - No clasificado                                                     |
| Violeta   | Ret - No terminó (Carrera)                                              |
| Rojo      | DNQ - No se clasificó                                                   |
| Negro     | DSQ - Descalificado                                                     |
| Blanco    | DNS - No empezó (carrera)                                               |
| Blanco    | WD - Retirado (fin de semana)                                           |
| Blanco    | C - Carrera cancelada                                                   |
| Sin color | DNP - Inscrito pero no participó                                        |
| Sin color | INJ - Lesionado                                                         |
| Sin color | EX - Excluido                                                           |
| Estado    | Resultado                                                               |
| Negrita   | Pole position                                                           |
| Cursiva   | Vuelta rápida                                                           |
| †         | Abandona, pero clasifica al completar el porcentaje requerido para ello |

#### Rookie Trophy
| Pos. | Piloto           | POR | POR | PAU  | PAU | SPA  | SPA | HUN | HUN | LEC  | LEC | MNZ  | MNZ | BAR | BAR | Pts. |
| ---- | ---------------- | --- | --- | ---- | --- | ---- | --- | --- | --- | ---- | --- | ---- | --- | --- | --- | ---- |
| 1    | Kobe Pauwels     | 1   | Ret | 12   | 1   | 1    | Ret | 12  | 1   | 1    | 1   | 12   | 3   | 1   | DNS | 491  |
| 2    | Viktor Andersson | 4†2 | 3   | Ret1 | 2   | 34   | 4   | 41  | 2   | 43   | 4   | 3    | 2   | 2   | 2   | 448  |
| 3    | Levente Losonczy |     |     |      |     | 45   | 3   | 23  | Ret | 34   | 5   | 56   | 4   | 43  | 3   | 273  |
| 4    | Ruben Volt       |     |     |      |     |      |     |     |     | 2    | 2   | 21   | 1   | 5   | 1   | 229  |
| 5    | Isaac Smith      | 23  | 2   | 23   | Ret | 23   | 1   |     |     |      |     |      |     |     |     | 195  |
| 6    | Daniel Tkachenko |     |     |      |     |      |     | 34  | 3   | Ret5 | 3   | Ret4 | 5   | 34  | 4   | 186  |
| 7    | Ben Bargwanna    | 34  | 1   |      |     | Ret2 | 2   |     |     |      |     |      |     |     |     | 116  |
| 8    | Ivan Peklin      |     |     |      |     |      |     |     |     |      |     | 45   | 6   |     |     | 51   |
| -    | Marco Butti      |     |     |      |     |      |     |     |     | DNS  | DNS |      |     |     |     | 0    |
| Pos. | Piloto           | POR | POR | PAU  | PAU | SPA  | SPA | HUN | HUN | LEC  | LEC | MNZ  | MNZ | BAR | BAR | Pts. |

| Color     | Resultado                                                               |
| --------- | ----------------------------------------------------------------------- |
| Oro       | Ganador                                                                 |
| Plata     | 2.ª plaza                                                               |
| Bronce    | 3.ª plaza                                                               |
| Verde     | Finalizó en los puntos                                                  |
| Azul      | Finalizó sin puntos                                                     |
| Azul      | NC - No clasificado                                                     |
| Violeta   | Ret - No terminó (Carrera)                                              |
| Rojo      | DNQ - No se clasificó                                                   |
| Negro     | DSQ - Descalificado                                                     |
| Blanco    | DNS - No empezó (carrera)                                               |
| Blanco    | WD - Retirado (fin de semana)                                           |
| Blanco    | C - Carrera cancelada                                                   |
| Sin color | DNP - Inscrito pero no participó                                        |
| Sin color | INJ - Lesionado                                                         |
| Sin color | EX - Excluido                                                           |
| Estado    | Resultado                                                               |
| Negrita   | Pole position                                                           |
| Cursiva   | Vuelta rápida                                                           |
| †         | Abandona, pero clasifica al completar el porcentaje requerido para ello |

#### Diamond Trophy
| Pos. | Piloto                | POR | POR | PAU | PAU | SPA | SPA | HUN | HUN | LEC | LEC | MNZ | MNZ | BAR | BAR | Pts. |
| ---- | --------------------- | --- | --- | --- | --- | --- | --- | --- | --- | --- | --- | --- | --- | --- | --- | ---- |
| 1    | Tom Coronel           | 1   | 1   | 4   | 1   | 1   | 1   | 1   | 1   | 2   | 2   | 3   | 2   | 1   | 1   | 256  |
| 2    | Viktor Davidovski     | 3   | 5   | 2   | 3   | 2   | 4   | 2   | Ret | 3   | 3   | 2   | 3   | 3   | 5   | 194  |
| 3    | Nicola Baldan         | 5   | 3   | WD  | WD  |     |     |     |     | 1   | 1   | 1   | 1   | 2   | 2   | 161  |
| 4    | Dušan Borković        | 2   | Ret | 1   | 2   | Ret | 3   | 3   | 2   | DNS | DNS |     |     | WD  | WD  | 109  |
| 5    | Rubén Fernández Gil   | 6   | 2   |     |     | 4   | 5   |     |     |     |     |     |     | 4   | 3   | 75   |
| 6    | Mikael Karlsson       | 7†  | 4   |     |     | 5   | 6   | 4   | 4   |     |     |     |     |     |     | 63   |
| 7    | Felipe Fernández Gil  | 4   | 6   |     |     | 3   | 2   |     |     |     |     |     |     |     |     | 75   |
| 8    | Christian Philippon   |     |     | 5   | 4   |     |     |     |     |     |     |     |     |     |     | 22   |
| 9    | Mauro Guastamacchia   |     |     | 5   | 4   |     |     |     |     |     |     |     |     | 5   | 4   | 22   |
| 10   | Éric Cayrolle         |     |     | 3   | Ret |     |     |     |     |     |     |     |     |     |     | 15   |
| 11   | Giacomo Ghermandi     |     |     |     |     |     |     |     |     |     |     | Ret | 4   |     |     | 12   |
| 12   | Olivier López         |     |     | 6   | Ret |     |     |     |     |     |     |     |     |     |     | 8    |
| -    | Michel Leal           |     |     | WD  | WD  |     |     |     |     |     |     |     |     |     |     | 0    |
| -    | Horia Traian Chirigut |     |     |     |     |     |     |     |     |     |     |     |     | WD  | WD  | 0    |
| Pos. | Piloto                | POR | POR | PAU | PAU | SPA | SPA | HUN | HUN | LEC | LEC | MNZ | MNZ | BAR | BAR | Pts. |

| Color     | Resultado                                                               |
| --------- | ----------------------------------------------------------------------- |
| Oro       | Ganador                                                                 |
| Plata     | 2.ª plaza                                                               |
| Bronce    | 3.ª plaza                                                               |
| Verde     | Finalizó en los puntos                                                  |
| Azul      | Finalizó sin puntos                                                     |
| Azul      | NC - No clasificado                                                     |
| Violeta   | Ret - No terminó (Carrera)                                              |
| Rojo      | DNQ - No se clasificó                                                   |
| Negro     | DSQ - Descalificado                                                     |
| Blanco    | DNS - No empezó (carrera)                                               |
| Blanco    | WD - Retirado (fin de semana)                                           |
| Blanco    | C - Carrera cancelada                                                   |
| Sin color | DNP - Inscrito pero no participó                                        |
| Sin color | INJ - Lesionado                                                         |
| Sin color | EX - Excluido                                                           |
| Estado    | Resultado                                                               |
| Negrita   | Pole position                                                           |
| Cursiva   | Vuelta rápida                                                           |
| †         | Abandona, pero clasifica al completar el porcentaje requerido para ello |

### Campeonato de Equipos
| Pos. | Equipo                                 | POR  | POR | PAU  | PAU | SPA  | SPA | HUN | HUN | LEC | LEC | MNZ | MNZ | BAR | BAR | Pts. |
| ---- | -------------------------------------- | ---- | --- | ---- | --- | ---- | --- | --- | --- | --- | --- | --- | --- | --- | --- | ---- |
| 1    | Comtoyou Racing                        | 21   | 1   | 23   | 1   | 1    | 2   | 13  | 1   | 2   | 1   | 12  | 2   | 1   | 4   | 931  |
| 1    | Comtoyou Racing                        | 32   | Ret | 5    | 4   | 2    | Ret | 24  | 2   | 3   | 2   | 9†6 | 5   | 2   | DNS | 931  |
| 2    | Comtoyou                               | 13   | 2   | 46   | 3   | 34   | 1   | 35  | 5   | 1   | 5   | 26  | 4   | 3   | 2   | 758  |
| 2    | Comtoyou                               | 4    | 11  | 67   | 7   | 45   | 7   | 46  | Ret | 63  | 6   | 4   | 7   | 76  | 10  | 758  |
| 3    | Volcano Motorsport                     | 6    | 5   | 34   | 6   | 57   | 4   | 7   | 7   | 75  | 7   | 7   | 10  | 67  | 9   | 426  |
| 3    | Volcano Motorsport                     | 11   | 8   | 75   | Ret | 7    | 5   | 9   | 8   | Ret | 9   | Ret | 12† | WD  | WD  | 426  |
| 4    | Aggressive Team Italia                 | 8    | 7   | WD   | WD  | 10   | 10  | 67  | 6   | 8   | 11  | 57  | 8   | 85  | 6   | 308  |
| 4    | Aggressive Team Italia                 | 12†  | 9   |      |     | 11   | 11  | 8   | Ret |     |     | 8   | 9   | 10  | 8   | 308  |
| 5    | MA:GP                                  | 13†6 | 9   | Ret1 | 9   | 8    | 12  | 101 | 4   | 9   | 10  | 65  | 3   | 4   | 3   | 271  |
| 6    | RC2 Racing Team                        | 7    | 3   |      |     | 63   | 3   |     |     |     |     |     |     | 5   | 5   | 232  |
| 6    | RC2 Racing Team                        | 10   | 10  |      |     | 9    | 9   |     |     |     |     |     |     | 9   | 7   | 232  |
| 7    | Target Competition                     | 45   | Ret | 12   | 2   | Ret6 | 6   | 5   | 32  | DNS | DNS |     |     | WD  | WD  | 196  |
| 7    | Target Competition                     |      |     |      |     |      |     |     |     | DNS | DNS |     |     |     |     | 196  |
| 8    | ALM Motorsport                         |      |     |      |     |      |     |     |     | 56  | 3   | 31  | 1   | 11  | 1   | 185  |
| 9    | SP Compétition                         |      |     |      |     |      |     |     |     | 4   | 4   |     |     |     |     | 73   |
| 9    | SP Compétition                         |      |     |      |     |      |     |     |     | Ret | 8   |     |     |     |     | 73   |
| 10   | Team Clairet Sport - Burson Auto Parts | 9    | 4   |      |     | Ret  | 8   |     |     |     |     |     |     |     |     | 55   |
| 11   | Espace Racing with CDRS                |      |     | 8    | 8   |      |     |     |     |     |     |     |     |     |     | 30   |
| 12   | PMA Motorsport                         |      |     |      |     |      |     |     |     |     |     | Ret | 6   |     |     | 21   |
| 13   | Team CDRS                              |      |     | 9    | Ret |      |     |     |     |     |     |     |     |     |     | 13   |
| 14   | Lema Racing                            |      |     |      |     |      |     |     |     |     |     | Ret | 11  |     |     | 9    |
| -    | Team Leal Compétition                  |      |     | WD   | WD  |      |     |     |     |     |     |     |     |     |     | 0    |
| Pos. | Equipo                                 | POR  | POR | PAU  | PAU | SPA  | SPA | HUN | HUN | LEC | LEC | MNZ | MNZ | BAR | BAR | Pts. |

| Color     | Resultado                                                               |
| --------- | ----------------------------------------------------------------------- |
| Oro       | Ganador                                                                 |
| Plata     | 2.ª plaza                                                               |
| Bronce    | 3.ª plaza                                                               |
| Verde     | Finalizó en los puntos                                                  |
| Azul      | Finalizó sin puntos                                                     |
| Azul      | NC - No clasificado                                                     |
| Violeta   | Ret - No terminó (Carrera)                                              |
| Rojo      | DNQ - No se clasificó                                                   |
| Negro     | DSQ - Descalificado                                                     |
| Blanco    | DNS - No empezó (carrera)                                               |
| Blanco    | WD - Retirado (fin de semana)                                           |
| Blanco    | C - Carrera cancelada                                                   |
| Sin color | DNP - Inscrito pero no participó                                        |
| Sin color | INJ - Lesionado                                                         |
| Sin color | EX - Excluido                                                           |
| Estado    | Resultado                                                               |
| Negrita   | Pole position                                                           |
| Cursiva   | Vuelta rápida                                                           |
| †         | Abandona, pero clasifica al completar el porcentaje requerido para ello |